# U-1206
El Submarí alemany U-1206 ser un submari Tipus VII C de la Kriegsmarine de l'Alemanya nazi durant la Segona Guerra Mundial. Es va iniciar la construcció el 12 de juny de 1943 a F. Schichau GmbH a Danzig i va entrar en servei el 16 de març de 1944 abans d'enfonsar-se un any més tard, l'abril de 1945. L'emblema del vaixell era una cigonya blanca sobre un escut negre amb bec i potes verds.

## Disseny
Els submarins alemanys de tipus VIIC van anar precedits dels submarins més curts de tipus VIIB. L'U-1206 tenia un desplaçament de 769 tones (757 tones long) quan estava a la superfície i 871 tones (857 tones long) mentre estava submergit. Tenia una longitud total de 6,710 m (22,014 ft 5 in) un casc de pressió longitud 5,050 m (16,568 ft 3 in), una mànega de 620 m (2,034 ft 1 in), una alçada de 960 m (3,149 ft 7 in), i un calat de 474 m (1,555 ft 1 in). El submarí era impulsat per dos motors dièsel Germaniawerft F46 de quatre temps, de sis cilindres sobrealimentats que produïen un total de 2,800 a 3,200 cavall de vapor (2,090 a 2,390 kW; 2,800 a 3,200 shp) per a ús en superfície, i dos motors elèctrics de doble efecte AEG GU 460 / 8-27 que produeixen un total de 750 cavall de vapor (560 kW; 750 shp) per utilitzar mentre està submergit. Tenia dos eixos i dos hèlixs de 123 m (404 ft). El vaixell era capaç d'operar a profunditats de fins a 230 metres (750 ft).
El submarí tenia una velocitat màxima en superficie de 177 knots (328 km/h; 204 mph) i una velocitat submergit màxima de 76 knots (141 km/h; 87 mph). Quan estava submergit, el vaixell podia operar durant 80 milles nàutiques (150 km; 92 mi) a 4 knots (7.4 km/h; 4.6 mph) ; en sortir a la superfície, podia recórrer 8,500 milles nàutiques (15,700 km; 9,800 mi) a 10 knots (19 km/h; 12 mph) . L'U-1206 tenia cinc 533 cm (210 in) tubs de torpedes (quatre ajustats a proa i un a popa), catorze torpedes, un canó naval SK C/35 de 8,8cm (220 bales), un 3.7 cm (1.5 in) Flak M42 i dos canons antiaeris 2 cm (0.79 in) C / 30. El vaixell tenia un tripulació d'entre quaranta-quatre i seixanta.

## Historial del servei
Després de ser encarregat, sota el comandament del tinent (Oberleutnant zur See) Günther Fritze, el submarí va participar en exercicis d'entrenament amb la 8a flotilla submarina fins al juliol de 1944, quan va ser assignat a l'11a flotilla submarina. El comandament es va lliurar al capita de 27 anys, Karl-Adolf Schlitt. El vaixell va ser equipat amb un aparell de respiració submarina Schnorchel abans de ser alliberat per fer tasques de patrulla.

### Patrulles
El 28 de març de 1945 el submarí va partir de Kiel per a la seva primera patrulla d'entrenament al mar del Nord, tornant el 30 de març. El submarí va partir de la base naval d'Horten per fer una patrulla d'un dia el 2 d'abril, i la seva primera patrulla activa va començar el 6 d'abril quan va partir de Kristiansand.

### Destí
L'U-1206 va ser un dels vaixells de la guerra de equipats amb nous lavabos d'alta pressió en aigües profundes que els permetia utilitzar-los mentre circulaven a profunditat. Rentar aquestes instal·lacions era un procediment extremadament complicat i es va formar tècnics especials per operar-los. L'obertura incorrecta de les vàlvules en una seqüència equivocada podria provocar que els residus o l'aigua de mar tornessin al casc.
El 14 d'abril de 1945, 24 dies abans del final de la Segona Guerra Mundial a Europa, mentre l'U-1206 creuava a una profunditat de 200 peus (61 m), a 8 milles nàutiques (15 km; 9.2 mi), prop de Peterhead, Escòcia, l'ús indegut del nou vàter va provocar que inundés amb grans quantitats d'aigua de mar. Segons l'informe oficial del comandant, mentre estava a la sala de màquines ajudant a reparar un dels motors dièsel, se li va informar que un mal funcionament del vàter causava una fuita a la secció davantera. La fuita va inundar les bateries del submarí (situades sota el cap) provocant que generes gas clor, deixant-li com a unica alternativa sortir a la superfície. Un cop a la superfície, l' U-1206 va ser descobert i bombardejat per patrulles britàniques, obligant a Schlitt a abandonar el submarí. Un home va morir en l'atac, tres homes es van ofegar en el mar després d'abandonar el vaixell i 46 van ser capturats.
Durant els treballs del oleoducte BP Forties Field a la badia de Cruden a mitjans dels anys setanta, es van trobar les restes de l'U-1206 a les coordenades 57° 21′ N, 01° 39′ O / 57.350°N,1.650°O i a una profunditat d'aproximadament 70 m (230 ft). L'inspecció del lloc realitzada per RCAHMS suggereix que la fuita que va forçar la superfície de l'U-1206 podria haver-se produït després d'haver-se topat amb un naufragi preexistent situat al mateix lloc.
Un gran nombre de fonts atribueixen incorrectament aquest incident a U-120. Moltes fonts informen incorrectament que l' U-120 s'ha enfonsat a causa d'un mal funcionament del vàter.